# Мелхиседек (Николаев)
Епи́скоп Мелхиседе́к (в миру Михаил Иннокентьевич Николаев; 7 (13) ноября 1870, Москва — 1940-е) — епископ Русской православной церкви, в 1922—1945 годах пребывал в обновленчестве, где имел сан митрополита.

## Биография
Родился 7 ноября 1874 года в Москве в семье чиновника, который в 1882 году определением Правительствующего Сената получил права потомственного дворянина.
В 1894 году окончил Вторую московскую классическую гимназию. В 1900 году окончил историко-филологический факультет Императорского московского университета. В 1900 году поступил на специальные курсы Лазаревского института восточных языков.
Принял монашество, рукоположен во иеромонаха и в 1911 году назначен настоятелем Железноборовского Иоанно-Предтеченского мужского монастыря Костромской епархии. 14 марта 1912 года был награждён наперсным крестом, от Святейшего Синода выдаваемым. Возведен в сан игумена. 18 августа 1914 года уволен от должности настоятеля монастыря и направлен в распоряжение епископа Омского Арсения (Тимофеева).
В 1914 году назначен экономом Омского архиерейского дома. 14 декабря того же года был возведён в сан архимандрита.
В январе 1915 года назначен благочинным Омского Покровского мужского и женских монастырей Омской епархии.
26 сентября 1920 года хиротонисан во епископа Каширского, викария Тульской епархии. Хиротонию возглавил Патриарх Тихон.
В мае 1922 года уклонился в обновленчество. Направлен в Донскую епархию для насаждения там обновленчества. Прибыв в Новочеркасск, первое время не афишировал свою принадлежность к обновленчеству, предпочитая оставаться в тени. Он наладил тесный контакт с Донским областным ГПУ, став его осведомителем. 18 июня 1922 года провёл в Новочеркасске первое собрание духовенства и мирян. Часть новочеркасского духовенства, поддержавшая епископа Мелхиседека, создала в связи с отказом правящего архиепископа Митрофана (Симашкевича) от дальнейшего руководства епархией епархиальный обновленческий комитет из трёх священников и двух мирян. Приходское духовенство Донской области, за исключением городского, было введено в заблуждение, полагая, что епархиальная власть была официально передана обновленческому исполнительному комитету и епископу Мелхиседеку. 16 августа 1922 года официально назначен епископом Донским и Новочеркасским, председатель обновленческого Донского епархиального управления, с возведением в сан архиепископа.
В апреле-мае 1923 года был участником Второго Всероссийского Поместного Собора (первого обновленческого).
1 марта 1924 года назначен архиепископом Владикавказским и Грозненским, председателем обновленческого Владикавказского епархиального управления. Кафедра располагалась в Михаило-Архангельском соборе Владикавказа.
В июне 1924 года был участником обновленческого Всероссийского предсоборного совещания.
В октябре 1925 года был участником Третьего всероссийского поместного собора (второго обновленческого).
20 октября 1925 года назначен архиепископом Ярославским.
В ноябре 1926 года назначен архиепископом Тверским и Кашинским, председателем обновленческого Тверского епархиального управления. Кафедра располагалась в Преображенском соборе Твери. 13 мая 1927 года возведён в сан митрополита. 6 июля 1927 года избран митрополитом Тверским и Кашинским, председателем Тверского обновленческого епархиального управления.
Одновременно в 1928 году временно управляющий Владимирской епархией.
В ноябре 1928 года назначен митрополитом Алма-Атинским и Казахстанским, управляющим Казахстанской обновленческой митрополией и председатель обновленческого Казахстанского митрополитанского церковного управления. Кафедра располагалась в Вознесенском соборе Алма-Аты, а с октября 1929 года — в Троицкой церкви Алма-Аты. 2 июля 1930 года награжден правом преднесения креста за богослужениями.
12 сентября 1931 года назначен митрополитом Череповецким, однако назначение было отменено.
23 ноября 1931 года назначен обновленческим митрополитом Новгородским.
30 марта 1932 года уволен из Новгорода за штат «за несоответствующее поведение». Предложено настоятельское место.
8 июня 1932 года назначен митрополитом Бузулукским, председателем обновленческого Бузулукского епархиального управления, однако 15 июня назначение было отменено.
29 июня 1932 года назначен временным управляющим Карельской обновленческой епархией.
В 1933 году назначен настоятелем Успенского собора города Задонска.
22 ноября 1933 года уволен на покой.
В августе 1934 года назначен митрополитом Борисоглебским, председателем обновленческого Борисоглебского епархиального управления.
В сентябре 1935 года назначен временным управляющим Сыктывкарской обновленческой епархией.
30 декабря 1935 года назначен митрополитом Архангельским, управляющим Северной обновленческой митрополией.
28 марта 1945 года принёс покаяние епископу Архангельскому Леонтию (Смирнову) и был принят в сане епископа. 16 апреля того же года принятие было утверждено Священным Синодом Русской православной церкви.
Вскоре скончался.